# Macropharyngodon cyanoguttatus
Macropharyngodon cyanoguttatus là một loài cá biển thuộc chi Macropharyngodon trong họ Cá bàng chài. Loài này được mô tả lần đầu tiên vào năm 1978.

## Từ nguyên
Từ định danh của loài cá này, bipartitus, trong tiếng Latinh có nghĩa là "có hai phần" (cyano: "xanh lam" + guttatus: "lấm chấm"), hàm ý đề cập đến các vệt đốm màu xanh lam óng ở cá đực và cá cái.

## Phạm vi phân bố và môi trường sống
M. cyanoguttatus có phạm vi phân bố ở Tây Nam Ấn Độ Dương. Loài này được ghi nhận ngoài khơi Madagascar, bao gồm hai đảo quốc lân cận là Mauritius và Réunion, cũng như dọc theo bờ biển Mozambique đến Nam Phi.
M. cyanoguttatus sống xung quanh các rạn san hô trên nền đáy cát và đá vụn ở độ sâu khoảng từ 10 đến 40 m.

## Mô tả
M. cyanoguttatus có chiều dài cơ thể tối đa được ghi nhận là 11,5 cm. Cơ thể đặc trưng bởi các hàng chấm màu xanh lam sáng. Cá cái và cá con có thân màu nâu sẫm, gần như đen. Vùng mõm, gáy và nửa trên của đầu có màu vàng; nửa đầu dưới màu vàng nâu. Đầu có các vệt sọc xanh lam. Nửa sau vây đuôi trong suốt (cá con) hoặc hơi trắng (cá cái). Cá đực có thân màu xanh lam sẫm; đầu có màu vàng da cam sẫm với các vệt sọc màu xanh như cá cái.
Số gai ở vây lưng: 9; Số tia vây ở vây lưng: 11; Số gai ở vây hậu môn: 3; Số tia vây ở vây hậu môn: 11; Số gai ở vây bụng: 1; Số tia vây ở vây bụng: 5.

## Sinh thái
Thức ăn của M. cyanoguttatus chủ yếu là các loài thủy sinh không xương sống nhỏ ở tầng đáy. Loài này thường bơi theo cặp hoặc sống đơn độc.